# Präterismus
Präterismus (nach engl. Preterism, aus lat. praeter = vorbei; vorüber; vgl. Präteritum) oder zeitgeschichtliche Auslegung ist eine im Deutschen eher unübliche Bezeichnung für eschatologische Richtungen, die glauben, dass sich die Endzeit-Prophezeiungen (z. B. Ankunft des Messias, Ende dieser Welt-Epoche, Wiederkunft Christi) beim Fall Jerusalems im Jahre 70 n. Chr. oder beim Untergang Roms im 5. Jahrhundert n. Chr. größtenteils schon erfüllten und die erwartete Endzeit (z. B. Reich Gottes) bereits anbrach.

## Biblische Grundlage des Präterismus
Mehrere Texte im Neue Testament legten nahe, dass die Wiederkunft Christi nahe bevorstand. Diese Naherwartung wurde von Jesus und den Aposteln in den Evangelien und den Apostelbriefen mehrfach erläutert:

„Wahrlich, ich sage euch: Es stehen einige hier, die werden den Tod nicht schmecken, bis sie den Menschensohn kommen sehen in seinem Reich.“

Auf die Frage seiner Jünger nach dem Zeitpunkt des Endes der Welt (des Zeitalters) (vgl. Matt 24,3) entgegnet ihnen Jesus:

„Wahrlich, ich sage euch: Dieses Geschlecht wird nicht vergehen, bis dies alles geschieht.“

„Die einzig mögliche Deutung, die Jesu eigene Worte zulassen, ist deshalb diejenige, dass Er von der Zerstörung des Tempels sprach, der damals in Jerusalem stand und den Seine Jünger zu jenem bestimmten Zeitpunkt der Geschichte betrachteten. Der Tempel, von dem Jesus sprach, wurde zerstört, als Jerusalem im Jahre 70 der römischen Armee zum Opfer fiel. Dies ist die einzige zulässige Deutung der Prophezeitung in diesem Kapitel. Die Große Trübsal endete mit der Zerstörung des Tempels im Jahre 70 n. Chr.“

Auch Paulus sah seine Generation als diejenige an, „auf die das Ende der Zeiten gekommen ist.“:

„Alles dies aber widerfuhr jenen als Vorbild und ist geschrieben worden zur Ermahnung für uns, über die das Ende der Zeitalter gekommen ist.“

## Denkschule
Die Denkschule des Vollen Präterismus
- folgert, dass die physische Wiederkunft Christi in der Generation, in der Jesus lebte, d. h. im 1. Jahrhundert n. Chr. eintraf
- legt Jesu Wiederkunft auf das Jahr 70 n. Chr., in dem  Römer den zweiten Jerusalemer Tempel zerstörten und das alte Israel unterging.

Der reformierte Theologe R. C. Sproul sieht ein Missverständnis in der voll-präteristischen Auffassung von (1 Kor 15,51 ). Diese besage, dass die Generation der ersten Jünger vor der Wiederkunft Christi nicht sterben könne. Hintergrund sei die gnostische Ansicht, dass es keine geistliche Auferstehung der Gläubigen gebe. Gemäß dem Bibeltext würden bei der Wiederkunft Christi die Gläubigen, die dann noch in der Welt leben, verwandelt. Damit sei in der Bibel nicht gemeint, dass Paulus und die anderen zeitgenössischen Christen physisch nicht sterben würden, bis die Wiederkunft Christi geschehen sei.
Der partiale Präterismus lehrt, dass die Wiederkunft Christi in unbestimmter Zeit nach der Zerstörung Jerusalems im Jahre 70 folge.
Gemäß der präteristischen Denkschule beschreiben die Kapitel 5 bis 11 der Offenbarung des Johannes den Sieg der christlichen Gemeinde über den Judaismus, die Kapitel 12 bis 19 den Sieg der Gemeinde über Rom und Kapitel 20 bis 22 die Herrlichkeit der Gemeinde. Der Präterismus grenzt sich von der historischen, der idealistischen sowie der futuristischen Auslegung ab. Die historische Richtung sieht in der Offenbarung die Kirchengeschichte vorgeschaltet, die idealistische Richtung erkennt in der Offenbarung geistliche Prinzipien und die futuristische Richtung künftige Ereignisse.
Die Herausgeber des präteristischen Online-Archivs schlagen eine Unterteilung des heutigen Präterismus in die Richtungen Progressiver voller Präterismus und Moderner Präterismus vor.

## Geschichte
Die präteristische Denkschule hat eine lange Geschichte: Einer der frühesten Vertreter war Eusebius von Caesarea (ca. 260–ca. 339), der seine diesbezüglichen Meinungen in der Theophania niederlegte. Ein Vertreter war auch der Jesuit Luis de Alcasar während der Gegenreformation in Abgrenzung zu protestantischen Historizisten. Als erster protestantischer Vertreter des Präterismus gilt Hugo Grotius (1583–1645), in England war es Thomas Hayne (1582–1645). Der französische Gelehrte und Genfer Bibliothekar Firmin Abauzit (1679–1767) vertrat seine präteristische Ansicht im Essai sur l’Apocalypse von 1730. Später soll er sich wieder davon distanziert haben. In Amerika machte jene Sichtweise Robert Townley (1822–1888) bekannt mit seinem Werk The Second Advent of the Lord Jesus Christ: A Past Event und die von ihm herausgegebene Bibelübersetzung Young’s Literal Translation von 1862.